# Peter Hellenberg
Peter Hellenberg, född 13 februari 1960, är en svensk före detta professionell ishockeyspelare (back).